# Grisolles, Tarn-et-Garonne

Grisolles este o comună în departamentul Tarn-et-Garonne din sudul Franței. În 2009 avea o populație de 3.504 de locuitori.

## Monumente

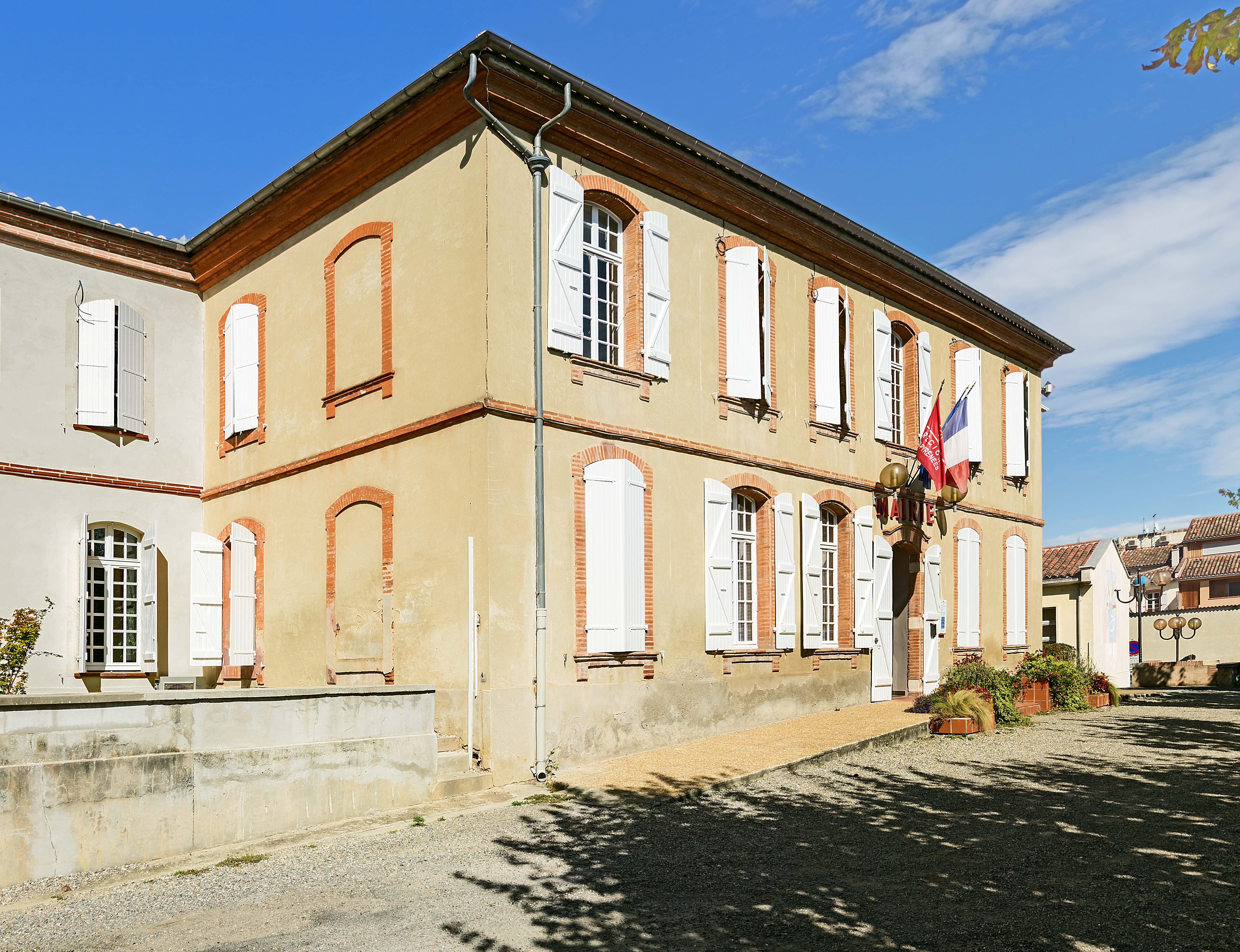
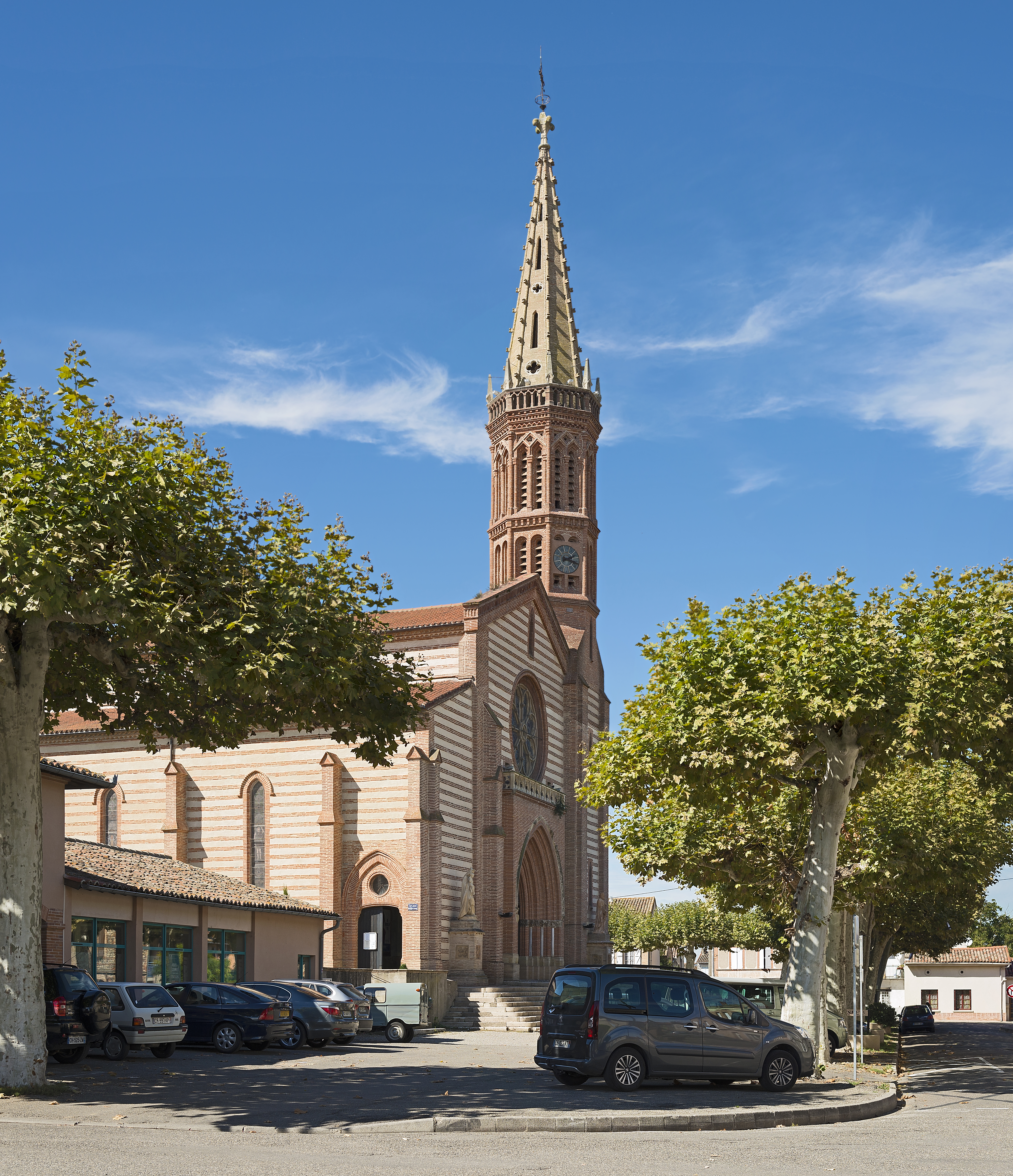
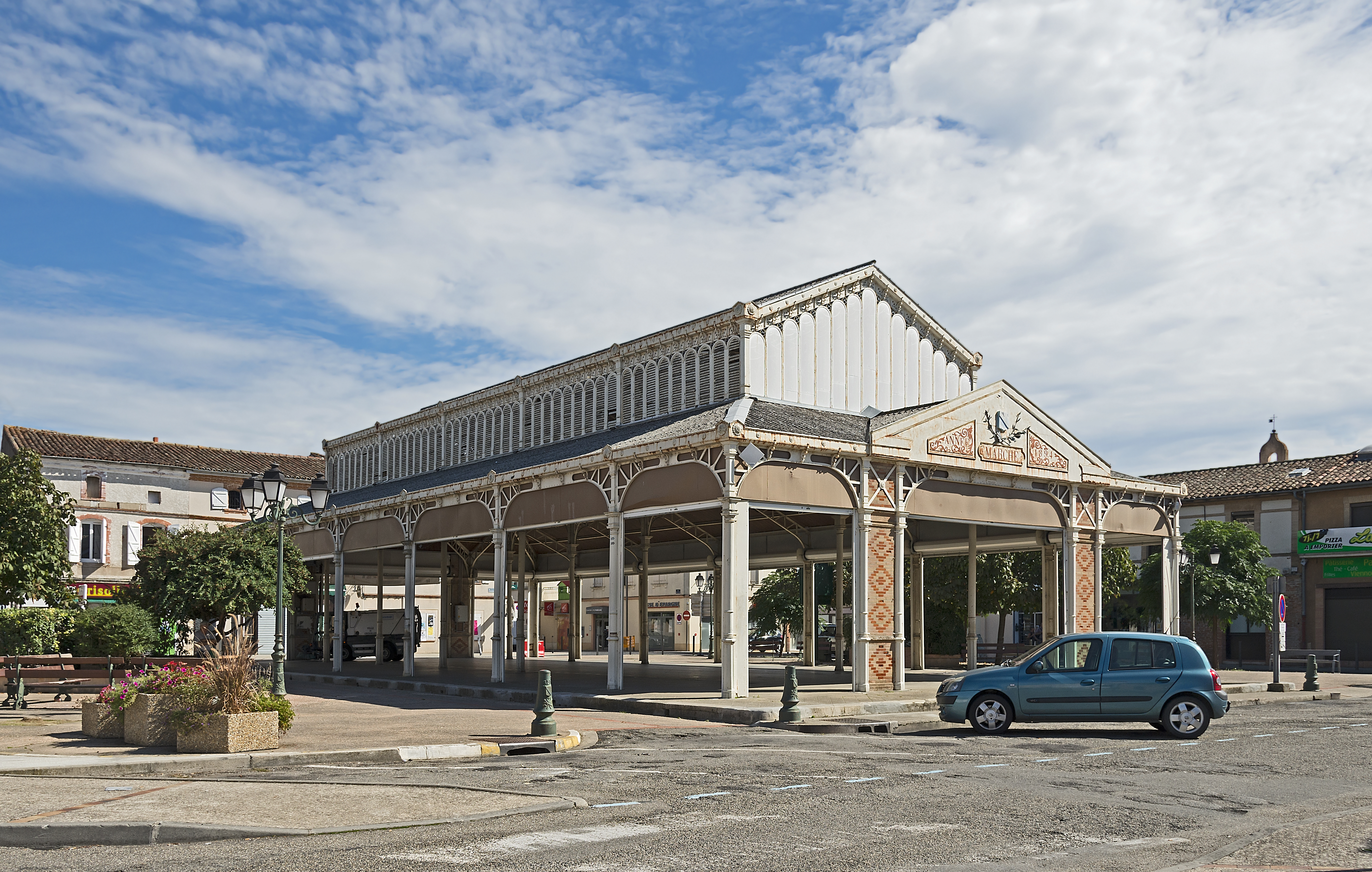
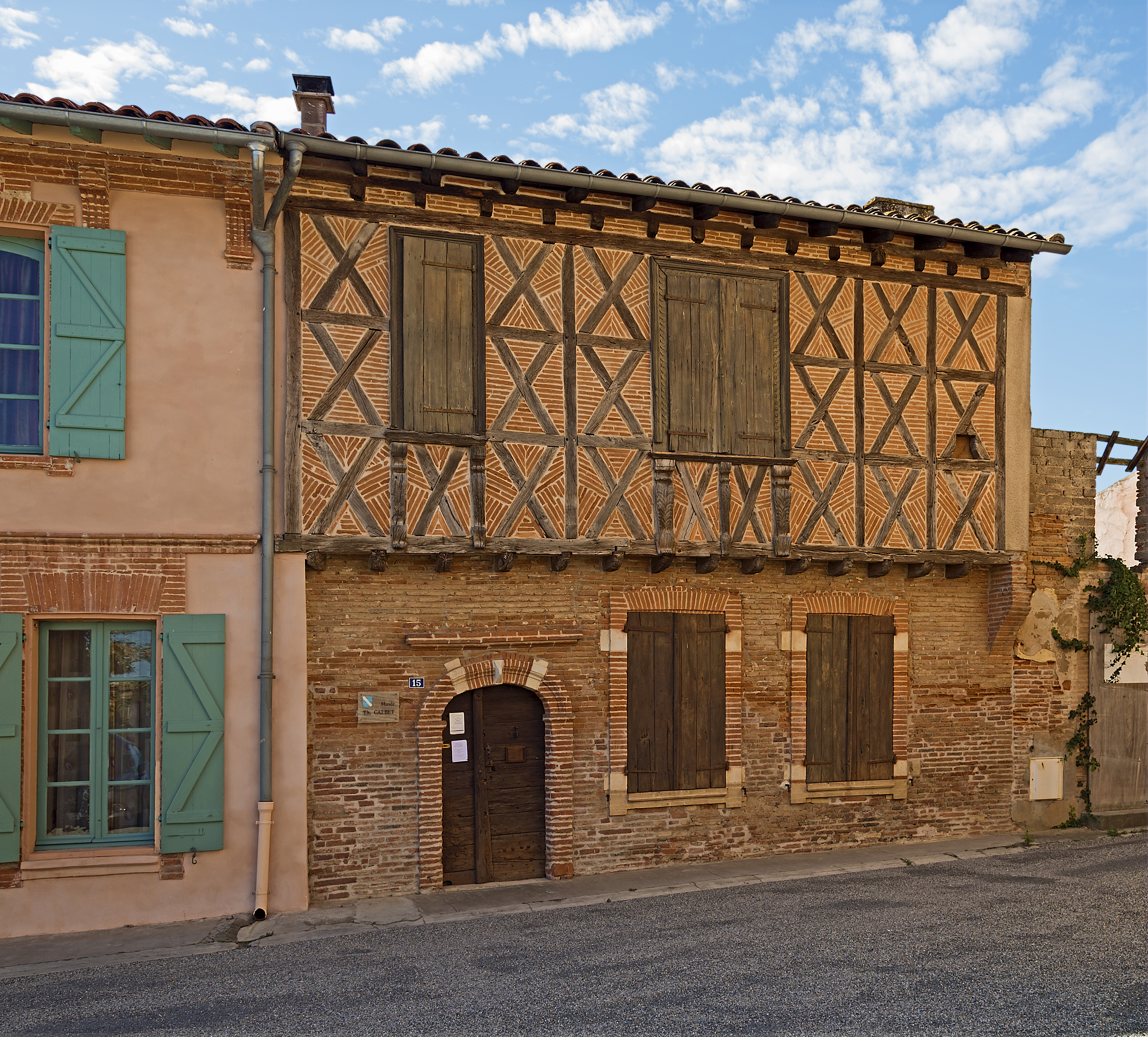

## Evoluția populației
| An        | 1975  | 1982  | 1990  | 1999  | 2006  | 2009  |
| --------- | ----- | ----- | ----- | ----- | ----- | ----- |
| Populație | 2.349 | 2.619 | 2.772 | 2.917 | 3.157 | 3.504 |